# 瑟奇萊特 (內華達州)
瑟奇萊特（英語：Searchlight）是位於美國內華達州克拉克縣的普查規定居民點。

## 歷史
瑟奇萊特的郵局自1898年營運至今。

## 人口
根據2020年美國人口普查的數據，瑟奇萊特的面積為10.03平方千米，皆為陸地。當地共有人口445人，而人口密度為每平方千米44.37人。